# Арагон, Луи
Луи́ Араго́н (фр. Louis Aragon, при рождении Луи́-Мари́ Андриё, фр. Louis-Marie Andrieux; 3 октября 1897, Париж, Франция — 24 декабря 1982, там же) — французский поэт и прозаик, сюрреалист, член Гонкуровской академии. Деятель Французской коммунистической партии, лауреат Международной Ленинской премии «За укрепление мира между народами» (1957). Муж французской писательницы и переводчицы Эльзы Триоле. В 1930-е—1950-е годы был одним из публичных интеллектуалов, поддерживавших СССР, с 1960-х годов выступал с критикой СССР и сталинизма и поддержкой советских диссидентов, при этом не разрывая с коммунизмом.

## Биография

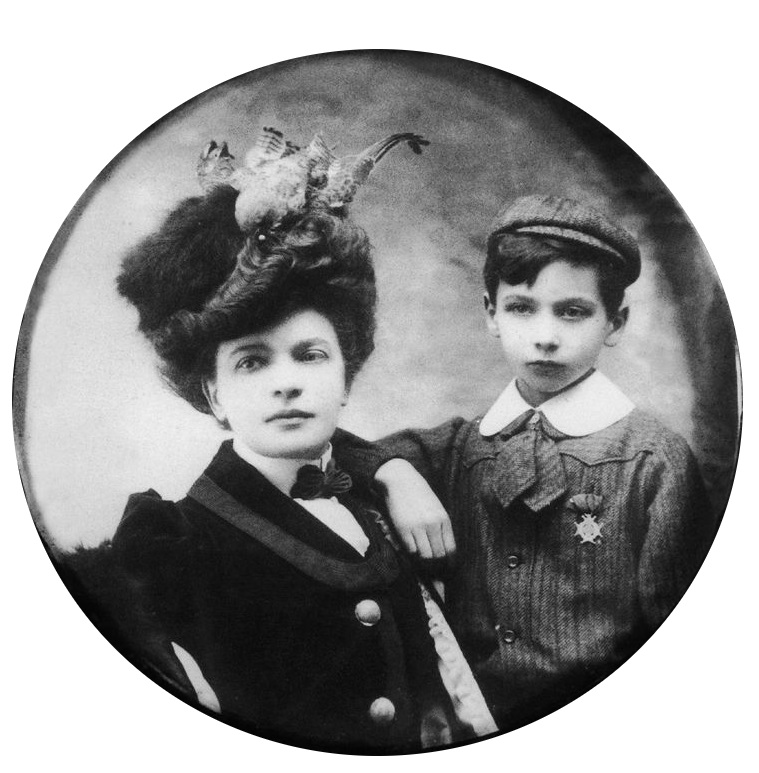
Арагон около 1905 года со своей матерью

Был внебрачным сыном Маргариты Тука́, записавшей его как приёмного сына своей матери и отчима — политического деятеля Андриё. Впоследствии отец подделал его фамилию на Арагон по названию испанской исторической области, и дал сыну свое имя. С 1915 года учился на медицинском факультете в Париже. Участвовал в Первой мировой войне санитаром. В 1919—1924 годах входил в парижскую группу дадаистов; в 1924 году вместе с Андре Бретоном и Филиппом Супо основал движение сюрреалистов.
В 1927 году вступил во Французскую коммунистическую партию и начал активно заниматься журналистикой. В августе 1932 года посетил СССР в составе интернациональной бригады писателей, изучавшей новостройки социалистического Урала, в том числе города Магнитогорск, Челябинск и Надеждинск (ныне Серов). Свои впечатления от поездки отразил в написанном по горячим следам цикле стихов «Ура, Урал!».
27 февраля 1928 года женился на младшей сестре Лили Брик — французской писательнице и переводчице Эльзе Триоле, которой посвящал многие свои стихи.
Во время Второй мировой войны участвовал в движении Сопротивления.
В 1957 году стал лауреатом Международной Ленинской премии «За укрепление мира между народами». Популяризовал во Франции советскую литературу; редактировал газету Les Lettres françaises (1953—1972), выходившую при финансовой поддержке Французской коммунистической партии. 
В 1962 году Арагон и Андре Моруа завершили «Параллельную историю» Советского Союза и Соединенных Штатов Америки с 1917 по 1960 год. Арагон написал историю СССР, а Моруа — историю США.
В последующие годы резко выступал против авторитаризма и предшествовавшего тоталитаризма в СССР. Выступал с осуждением судебных процессов против советских писателей и приговоров им, в частности, с осуждением Процесса Синявского и Даниэля (1966). В декабре 1969 года Арагон подписал коллективный протест против исключения Александра Солженицына из Союза писателей, в котором это исключение было названо «страшной ошибкой»:

Могли ли мы поверить, что сегодня на родине торжествующего социализма то, что даже Николай II и не подумал сделать с Чеховым, свободно издавшим свой «Сахалин», станет судьбой Александра Солженицына, лучшего продолжателя великой русской традиции, жертвы сталинского террора, главное преступление которого заключается в том, что он выжил!
В 1968 году, хотя участники «Красного мая» во Франции неприязненно относились к Арагону из-за его поддержки французской компартии, выступавшей против движения и позже занявшей сторону де Голля, Арагон публично поддержал протестующих.
В 1968 году резко протестовал против ввода советских войск в Чехословакию. Лично обратился к Л. И. Брежневу с требованием освободить кинорежиссёра Сергея Параджанова. В 1970 году поддержал присуждение Нобелевской премии Солженицыну.
После выезда на Запад Виктора Некрасова его жене и пасынку Виктору Кондыреву власти СССР не разрешали выехать из страны. Некрасов обратился за помощью к Арагону, которого советское руководство к 80-летию (1977) решило наградить орденом Дружбы народов. Придя в советское посольство в Париже на вручение награды, Арагон заявил советскому послу С. В. Червоненко, что при дальнейшем удержании в СССР сына Некрасова он открыто откажется от ордена. Угроза подействовала, и Виктора Кондырева выпустили «под нажимом мировой коммунистической общественности».

По свидетельству А. Черняева: 
Луи Арагона наградили орденом «Октябрьской революции». За сотую долю того, что он иногда говорит о нас по поводу Солженицына и Чехословакии, кое-кого из советских авторов повыгоняли из партии и с работы.
27 марта 2012 года в Париже по адресу Набережная Бурбонов, 45 (Quai de Bourbon) на острове Сен-Луи была открыта площадь имени Луи Арагона.

## Награды
- Орден Октябрьской Революции (2 октября 1972)
- Орден Дружбы народов (3 ноября 1977)

## Библиография

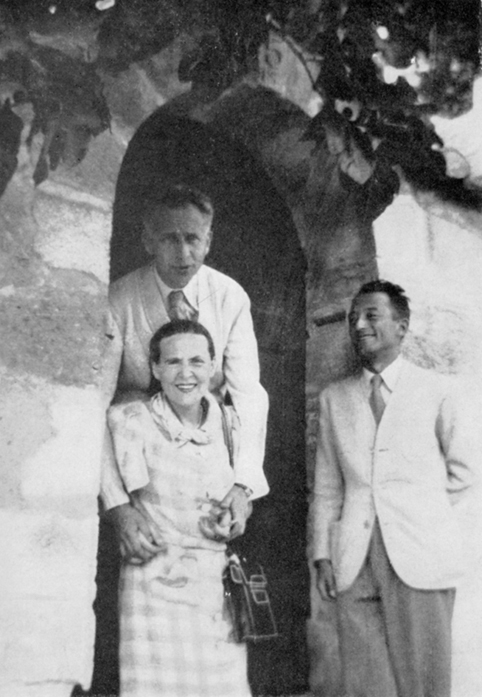
Луи Арагон и Эльза Триоле в гостях у Сегер, Пьер. Вильнёв-лез-Авиньон, 1942